# Tabonan Island
Tabonan ist eine Insel und Teil der Inselgruppe der Caluya-Inseln in der philippinischen Provinz Antique.

## Lage und Geographie
In einer Entfernung von ca. 550 m befindet sich im Norden der Strand von Tabuna auf der größeren Insel Semirara. Etwa 720 m südlich befindet sich die Insel Dalit und im Osten Ilugao Island. Die höchste Erhebung der vollständig mit Wald und steinigen Klippen überzogenen Insel befindet sich auf Meereshöhe. Die Insel misst von Osten nach Süden ca. 115 m und vom südlichsten bis zum nördlichsten Punkt sind es 154 m.